# Wigbold Adriaan van Nassau

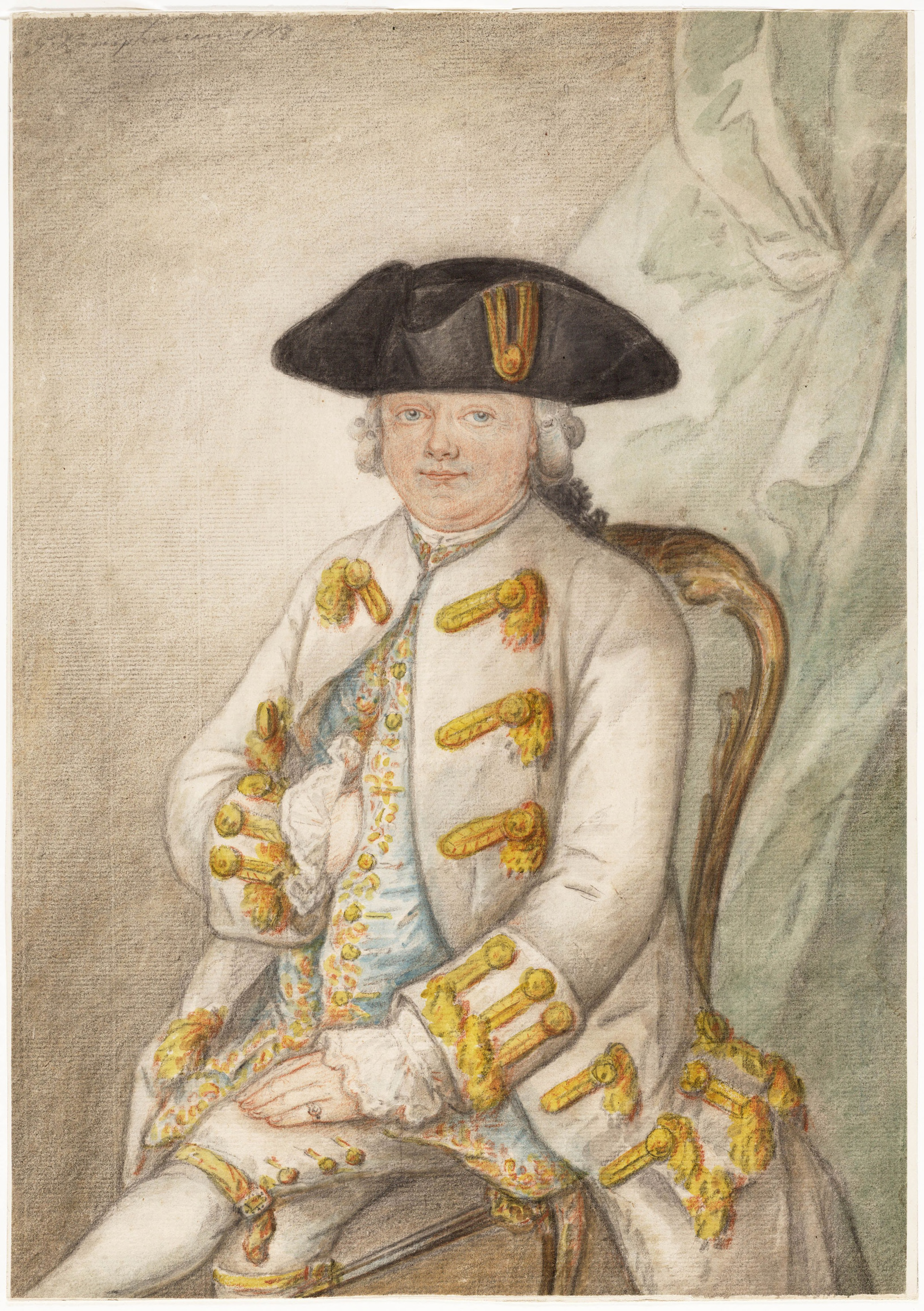
Wigbold Adriaan van Nassau

Wigbold Adriaan des H.R. Rijksgraaf van Nassau (gedoopt Bergen (Noord-Holland), 26 juni 1729 – Bergen, 24 oktober 1797) was een telg van een tak van het huis Nassau die afstamde van een van de buitenechtelijke kinderen van prins Maurits van Oranje. Zijn vader graaf Willem Adriaan II van Nassau-LaLecq (1704-1759) was een zoon van Lodewijk Adriaan van Nassau-Odijk en een kleinzoon van Willem Adriaan I van Nassau-LaLecq (de stichter van Slot Zeist), die weer een kleinzoon van prins Maurits was.
Wigbold Adriaan van Nassau was heer van Woudenberg, Cortgene, Mijlpolder, Krabbe, Middelharnis en Alblas en vrijheer van Bergen. Hij diende als burgemeester van Alkmaar. Hij stond bekend onder verschillende naamsvarianten: als Wigbold Adriaan van Nassau-Bergen, van Nassau-LaLecq, van Nassau-Odijk en van Nassau-Woudenberg.
Het Stedelijk Museum Alkmaar bezit verschillende portretten van Wigbold Adriaan van Nassau, waaronder een tekening uit 1788 en een schilderij uit 1765 waarop hij samen met zijn vrouw en zijn dochter wordt afgebeeld.

## Levensloop
Wigbold Adriaan van Nassau werd geboren in Bergen in 1729 als zoon van Willem Adriaan II van Nassau en Adriana Petronella van der Does (1703-1770), en gedoopt op 26 juni. Hij was de jongste van drie kinderen; naast hem waren dat zijn zus, Gravin Louise Suzanne van Nassau (1726-1781) en broer Graaf Willem Lodewijk van Nassau (1727-1792). Hij was vernoemd naar zijn grootvader aan moeders kant, Wigbold van der Does, heer van Noordwijk.
Hij erfde in 1754 van Hendrik van Nassau, Graaf van Grantham, de ridderhofstad (maar niet de heerlijkheid) Woudenberg, en noemde zich hierna Nassau-Woudenberg. Na het overlijden van zijn broer Willem Lodewijk in 1792 erfde hij de heerlijkheid Bergen.
Van Nassau had een reeks bestuurlijke functies. Sinds 1765 was hij dijkgraaf van Geestmerambacht en de Schager- en Niedorper-koggen. Hij was rentmeester-generaal van de kas van der Staten, Domeinen en Espargnes in Westfriesland en het Noorderkwartier, zat een aantal keer in de gecommitteerde raad van de Admiraliteit van het Noorderkwartier en diende in 1778-88 als bewindhebber van de Vereenigde Oostindische Compagnie. Ook zat hij in het vroedschap van Alkmaar (1654-1788) en was burgemeester van Alkmaar in 1775, 1776, 1780, 1783 en 1784.
Hij werd de "gekke Nassau" genoemd, en zowel zijn moeder als zijn broer zouden krankzinnig zijn geworden. Hij stond er bekend om dat hij kwistig met geld om ging. Zijn vader had bij zijn overlijden in 1759 zelfs bepaald dat zijn erfenis — een enorm fortuin ter waarde van een half miljoen gulden — direct naar de kleinkinderen zo gaan, zodat Wigbold er geen cent van zou krijgen. In 1788 werd hij ontslagen als rentmeester-generaal van de kas van der Staten, Domeinen en Espargnes in Westfriesland en het Noorderkwartier toen er in de kas een tekort van 98.105 gulden bleek te zijn. Hij werd naar Den Haag gebracht en daar in gijzeling gehouden. Hij werd onder curatele gesteld, en zijn bezittingen door de curatoren verkocht om de schulden te betalen. Zo werd het huis Woudenberg in 1791 verkocht voor 5250 gulden. De curatoren wisten wel te voorkomen dat Wigbold vervolgd zou worden voor de financiële malversaties. In 1794 waren alle schulden voldaan.
Na zijn dood in 1797 werd hij bijgezet in de Grafkelder van Nassau-Bergen in Bergen (Noord-Holland). Het is het enige graf in de grafkelder dat nog is overgebleven.
Van Nassau had een dochter maar geen wettelijke zonen. Met hem stierf zijn tak van het huis Nassau dus uit.

## Huwelijk en kinderen
In mei 1756 trouwde hij in Hoorn met Hester (Anna) van Foreest (gedoopt Hoorn, 21 februari 1736 – Bergen, 10 juni 1785), dochter van Nanning van Foreest (Hoorn, 2 februari 1682 – Hoorn, 15 augustus 1745) en Jacoba Herculesdr de Vries (Hoorn, 23 maart 1706 – Beemster, 14 juli 1750). Ook zij werd bijgezet in de Grafkelder van Nassau-Bergen.
Uit dit huwelijk werd geboren:
- Adriana Petronella van Nassau des HRR gravin van Nassau-la Lecq Odijk, vrouwe van Bergen en Cortgene (Alkmaar, 21 februari 1757 – Alkmaar, 5 april 1789)

## Afbeeldingen
In het Stedelijk Museum te Alkmaar bevinden zich twee schilderijen van het echtpaar.
Omschrijving: Portret van Hester van Foreest, gravin van Nassau, geboren van Foreest. Zij was de echtgenote van Graaf van Nassau-Woudenberg (514/H1). Zij is in 1736 geboren en in 1785 overleden. Zij is zittend afgebeeld met een vogel, een papegaai in de rechterhand. Haar kleren zijn zeer rijk. Aan het hoofd draagt zij enkele sieraden.
Geschilderd door Tethart Haag, hofschilder van prins Willem V
titel: Portret van Hester van Foreest
identificatie: 020515
type: schilderij; doek; hout; stuc; zwart en goud geverfd
Omschrijving: Portret van Wigbold Adriaan Graaf van Nassau, heer van Woudenberg en Cortgnene. Sedert 1792 ook heer van Bergen. Hij zat in het vroedschap van Alkmaar in 1754 en was daar Burgemeester van 1775-1785 en tot 1788 rentmeester-generaal der Staten Domeinen in Westfriesland en het Noorderkwartier. Hij is gekleed in jachttenue met een geweer in zijn rechterhand. Rechtsonder is de kop van een jachthond zichtbaar. Op de achtergrond een landschuur.
Geschilderd door Tethart Philipp Christian Haag, hofschilder van prins Willem V
titel: Portret van Wigbold Adriaan Graaf van Nassau
identificatie: 020514
type: schilderij; doek; hout; stuc; zwart en goud geverfd